# 1962 у футболі
Нижче наведені футбольні події 1962 року у всьому світі.

## Події
- Відбувся сьомий чемпіонат світу, перемогу на якому здобула збірна Бразилії.
- Відбувся третій кубок африканських націй, перемогу на якому здобула збірна Ефіопії.

## Засновані клуби
- Вадуц (Ліхтенштейн)
- Рода (Керкраде) (Нідерланди)
- Фаетано (Сан-Марино)

## Національні чемпіони
- Англія: Іпсвіч Таун
- Аргентина: Бока Хуніорс
- Італія: Мілан
- Іспанія: Реал Мадрид
- Парагвай: Олімпія (Асунсьйон)
- СРСР: Спартак (Москва)
- Швеція: Норрчепінг